# Róka-hegyi kőfejtő 5. sz. barlangja
A Róka-hegyi kőfejtő 5. sz. barlangja a Duna–Ipoly Nemzeti Parkban lévő Budai Tájvédelmi Körzetben, Budapest III. kerületében található egyik barlang.

## Leírás
A Pilis hegység egyik legdélkeletibb hegyének, a Róka-hegynek középső, már nem művelt kőfejtőjében, természetvédelmi területen, a Róka-hegyi Poros-barlanggal szemközti oldalon, egy sziklafal tetején, kb. 6 m-re a kőfejtő talpszintje felett nyílik a barlang bejárata. A barlang triász mészkőben hévizes oldódással keletkezett. A bányászat során megsemmisültek kőfejtő felőli részei, de még jelenleg is jól látható a barlang eredeti keresztszelvénye. A barlang látogatásához nem kell engedély, de bejáratának eléréséhez kötélbiztosítást kell használni.
A barlang térképlapja szerint a barlang másik neve Roncs-barlang (Sásdi 1997).

## Kutatástörténet
Kőbányászat következtében tárult fel a barlang. Az 1973-ban napvilágot látott Budapest lexikonban meg van említve, hogy a Róka-hegy tetején és oldalain működő vagy félbehagyott kőfejtők mélyedéseiből két kis (hévizes eredetű) akna, illetve néhány kis mesterséges üreg nyílik. Az 1984-ben kiadott, Magyarország barlangjai című könyv országos barlanglistájában nem szerepel a barlang neve. A barlangot 1997. március 22-én Sásdi László mérte fel, majd Sásdi László a felmérés alapján megszerkesztette a barlang alaprajz térképét és keresztmetszet térképét. A két térképen 1:100 méretarányban van bemutatva a barlang. Az alaprajz térképen látható a keresztmetszet elhelyezkedése a barlangban.